# Гончар, Иван Алексеевич
Гончар Иван Алексеевич (21 сентября 1921, Никополь, Екатеринославская губерния — 20 апреля 1945) — лётчик-истребитель, Герой Советского Союза, командир звена 89-го гвардейского истребительного авиационного полка (7-я гвардейская истребительная авиационная дивизия, 2-й истребительный авиационный корпус, 2-я Воздушная армия, 1-й Украинский фронт), гвардии старший лейтенант.

## Биография
Родился 21 сентября 1921 года в городе Никополь ныне Днепропетровской области в семье рабочего. Украинец.
Окончил 7 классов, работал на Южнотрубном заводе. В Красную армию призван в 1941 году. В 1943 году окончил Чугуевскую военную авиационную школу пилотов. Член ВКП(б) с 1943 года.

### В Великой Отечественной войне
На фронте с июня 1943 года. Воевал на Брянском, 1-м Прибалтийском, 3-м Белорусском, 1-м Украинском фронтах. Первое боевое крещение принял под Орлом.
15 октября 1943 года в воздушном бою сбил первый самолёт врага.
Осенью 1943 года в одном из боевых вылетов в районе Никополя (Днепропетровская область) Гончар обнаружил мост через Днепр, опущенный на 15-20 сантиметров ниже уровня воды. По этому мосту враг осуществлял скрытую переброску войск на никопольский плацдарм для последующего удара в районы Перекопа, Каховки и Херсона. Доложив командованию о переправе, Гончар вызвался её уничтожить. Его звено выполнило боевую задачу.
Во время освобождения Прибалтики шестёрка истребителей во главе с гвардии старшим лейтенантом Гончаром атаковала шестнадцать вражеских бомбардировщиков, сопровождаемых четырьмя истребителями. Противник был вынужден в беспорядке сбросить бомбовый запас и повернуть назад. В этом бою Гончар сбил четыре бомбардировщика.
17 апреля 1945 года юго-восточнее города Котбус (Германия) сбил два самолёта ФВ-190.
20 апреля 1945 года в сложных метеорологических условиях Гончар во главе шестёрки истребителей Як-9 вылете на разведку наземной обстановки. При полёте над Берлином наши самолёты попали под сильный зенитный огонь противника. Самолёт Гончара был подбит, но командир не вернулся на свой аэродром, пока звено не выполнило задание.
Возвращаясь на повреждённой машине, Гончар дотянул до территории, занятой Красной Армией. Но при посадке самолёт не поддался управлению и потерпел катастрофу. Пилот погиб.
Командир звена 89-го гвардейского истребительного авиационного полка 7-й гвардейской истребительной авиационной дивизии 2-го истребительного авиационного корпуса 2-й воздушной армии 1-го Украинского фронта гвардии старший лейтенант Гончар за период с июня 1943 по апрель 1945 года совершил 87 боевых вылетов, в 28 воздушных боях сбил 16 самолётов противника.
Похоронен в северо-восточной части немецкого кладбища города Зоммерфельд, 16766 Креммен (Германия).

## Награды
Указом Президиума Верховного Совета СССР от 27 июня 1945 года за образцовое выполнение заданий командования и проявленные при этом мужество и героизм, гвардии старшему лейтенанту Гончару Ивану Алексеевичу посмертно присвоено звание Героя Советского Союза.
- Орден Ленина.
- 2 ордена Красного Знамени.
- Орден Славы 3-й степени.